# Айба (приток Пышмы)
Айба́ — река в России, протекает в Тугулымском городском округе Свердловской области. Исток в урочище Троицкое. В верховьях течёт по территории национального парка Припышминские Боры. Устье реки находится по левому берегу протоки реки Пышма на высоте 56 м над уровнем моря. Длина реки составляет 44 км. Площадь водосборного бассейна — 310 км².

## Этимология
Название реки происходит от татарского слова «әйбәт» — «хороший», «славный».

## Данные водного реестра
По данным государственного водного реестра России относится к Иртышскому бассейновому округу, водохозяйственный участок реки — Пышма от Белоярского гидроузла и до устья, без реки Рефт от истока до Рефтинского гидроузла, речной подбассейн реки — Тобол. Речной бассейн реки — Иртыш.
Код объекта в государственном водном реестре — 14010502212111200008270.

## Населённые пункты
На реке расположены населённые пункты:
- Щелконогова;
- Тямкина;
- Юшкова;
- Золотова;
- Колобова;
- Лучинкино;
- Филина.